# Rodolfo Luís Weber
Rodolfo Luís Weber (Bom Princípio, 30 de agosto de 1963) é um arcebispo brasileiro, sexto bispo de Passo Fundo, sendo seu terceiro arcebispo.
Filho de Oscar Inácio e Olga Luísa Weber, sendo o sexto do casal, em total de 10 irmãos.

## Educação
Nasceu aos 30 de agosto de 1963 na localidade de Santa Teresinha, distrito de Bom Princípio (mesma localidade natal de Dom Vicente Scherer), no Rio Grande do Sul. 
Recebeu o sacramento do Batismo no dia 1 de setembro de 1963 e a Confirmação no dia 13 de janeiro de 1964. Aos 11 de novembro de 1973 recebeu a primeira Eucaristia. Dos anos de 1970 a 1975 fez seus estudos primários em sua terra natal.
Ingressou em 1976 no Seminário Menor São João Vianney, em Bom Princípio. De 1977 a 1982 fez os estudos secundários e o curso do propedêutico no Seminário Menor São José, em Gravataí.
Dos anos de 1983 a 1990 foi para o Seminário Maior Nossa Senhora da Conceição, em Viamão, onde cursou a faculdade de Filosofia. Cursou a faculdade de Teologia na Pontifícia Universidade Católica do Rio Grande do Sul. No dia 17 de junho de 1990 recebeu a ordenação diaconal na Paróquia São Luiz Gonzaga, em Porto Alegre.

## Presbitério
Aos 5 de janeiro de 1991 foi ordenado sacerdote em sua terra natal. No mesmo ano iniciou seu ministério pastoral como presbítero sendo vigário na Paróquia Santo Antônio, na cidade de Santo Antônio da Patrulha, até 1992. 
De 1993 a agosto de 1997 foi formador no Seminário Maior em Viamão, sendo assistente dos seminaristas do curso de Filosofia. Nos anos de 1993 e 1994 prestou auxílio pastoral na Paróquia Nossa Senhora de Fátima, em Viamão. De 1995 a 1997 e depois do ano 2000 até 2007 auxiliou na Paróquia São José, na cidade de Alvorada.
De 1993 a 1996 foi vice-diretor e professor da Faculdade de Filosofia Nossa Senhora da Imaculada Conceição, a FAFIMC. De 1994 a 1996 foi professor do Centro de Estudos Teológicos João Vianney, o CETJOV. Nos anos 2000 e 2001 foi diretor do mesmo centro; todos estes sediados no seminário em Viamão.
Em 1997 iniciou o curso de mestrado em Filosofia na Pontifícia Universidade Gregoriana em Roma, onde terminou em 1999. De 19 de setembro de 1999 a 5 de janeiro de 2000 foi o administrador paroquial da Paróquia Nossa Senhora do Mont’Serrat, em Porto Alegre. De 2000 a julho de 2002 foi eleito diretor da FAFIMC.
Do ano 2000 a 2007 foi reitor do Seminário Maior Nossa Senhora da Conceição em Viamão; período de grande transformação para aquele seminário, que deixou o antigo prédio e foi instalado nas novas casas. Como reitor do seminário, pode liderar todo o processo de construção e transição.
Em 2008 foi eleito diretor da Associação Fraterno Auxílio, da Arquidiocese de Porto Alegre. De 5 de janeiro de 2008 a 19 de abril de 2009 foi pároco da Paróquia Nossa Senhora das Graças, em Gravataí. No Vicariato de Gravataí foi o sacerdote referencial da Pastoral Familiar e representante do vicariato no Conselho de Apoio Financeiro.

## Episcopado
Aos 25 de fevereiro de 2009 foi nomeado bispo da Prelazia de Cristalândia no Tocantins. Foi ordenado bispo aos 15 de maio de 2009 na Catedral Metropolitana de Porto Alegre, por Dom Dadeus Grings. Escolheu como lema de vida episcopal: IDE E EVANGELIZAI.
Tomou posse como Bispo Prelado de Cristalândia no dia 31 de maio de 2009.

## Arcebispo de Passo Fundo
Em 02 de dezembro de 2015, foi nomeado Arcebispo de Passo Fundo, sendo empossado em 24 de janeiro de 2016. Recebeu o pálio das mãos do Papa Francisco, em 29 de junho de 2016 . 
Em sua nomeação, o novo arcebispo disse a respeito de sua disposição à nova missão: “Venho como discípulo missionário que tem muita vontade de aprender. Quero contar sempre com a vossa compreensão e misericórdia”.

## Lema e Brasão
Lema: IDE E EVANGELIZAI. O lema expressa, a exemplo dos Apóstolos, a resposta ao ministério episcopal. Inspirado na Conferência de Aparecida quer ser discípulo missionário de Jesus Cristo, para que Nele os povos tenham vida.
Brasão: a) Cruz: A cruz é mistério de morte e de vida. A cruz tornou-se para a Igreja “árvore da vida”. Por isso, anunciamos que a vida venceu a morte; b) Bíblia: Lembra a missão primordial de pregar o Evangelho que suscita fé e adesão ao projeto do Reino de Deus; c) Báculo: é o símbolo do serviço pastoral. Um serviço que tem como exemplo Jesus Cristo, o Bom Pastor, que veio “não para ser servido, mas para servir” e dar a vida pelas ovelhas; d) Caminho: o caminho, que se prolonga num horizonte sem fim, indica os mais diferentes espaços geográficos, culturais e históricos onde a Boa Nova deve ser proclamada. O caminho é iluminado pelo Espírito Santo.

## Ordenações episcopais
Dom Rodolfo Luís Weber foi co-ordenante de:
- Dom Sílvio Guterres Dutra, em 22 de julho de 2018.